# 1960年欧洲足球锦标赛预选赛
1960年欧洲足球锦标赛预选赛是首届欧洲国家杯（现欧洲足球锦标赛）的预选赛事。

## 晋级队伍

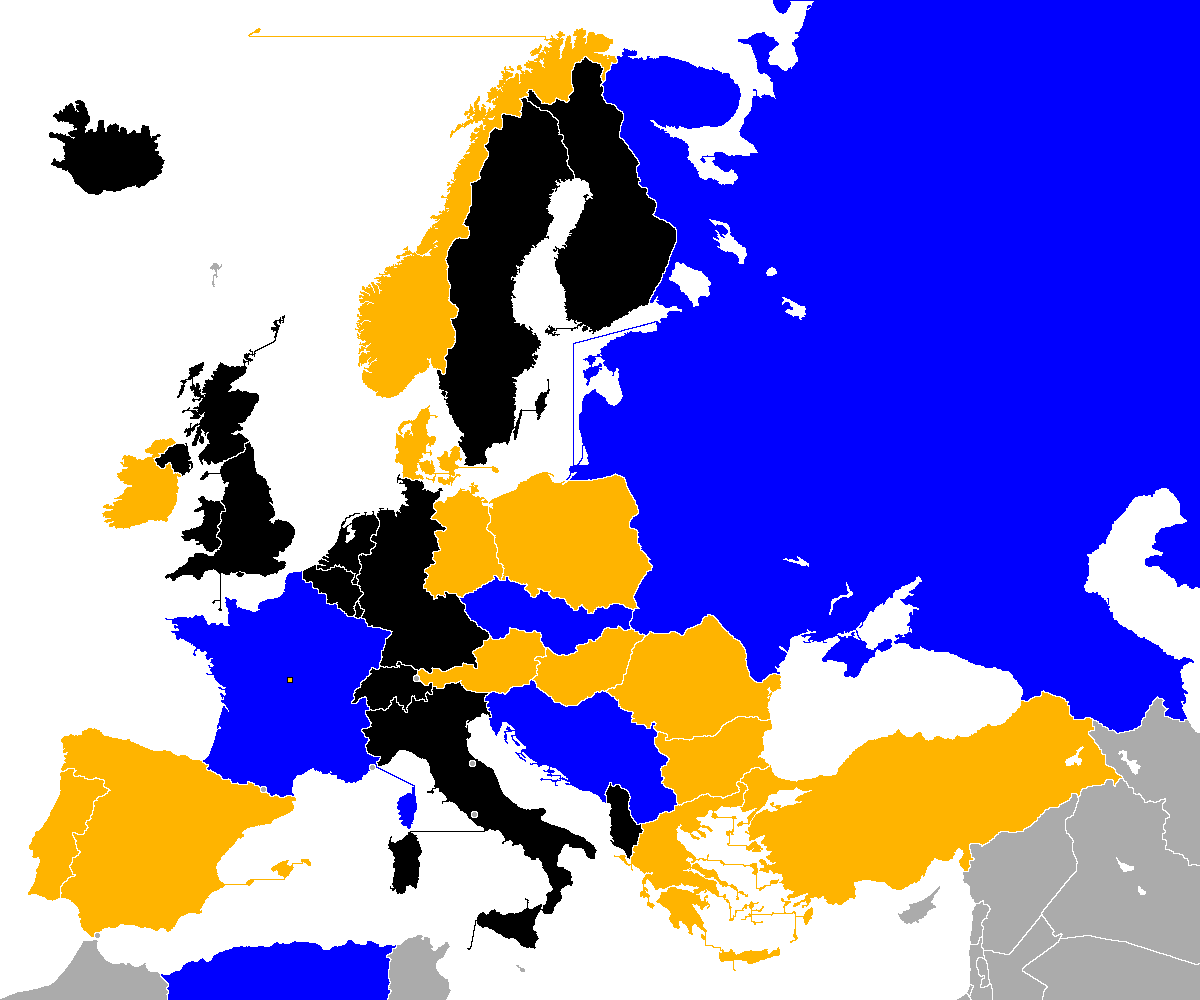
成功晋级
未能晋级
未能参赛
非欧足联成员

| 队伍           | 晋级方式         | 晋级时间      |
| -------------- | ---------------- | ------------- |
| 法國（东道主） | 四分之一决赛胜者 | 1960年3月27日 |
| 南斯拉夫       | 四分之一决赛胜者 | 1960年5月22日 |
| 苏联           | 四分之一决赛胜者 | 1960年5月28日 |
| 捷克斯洛伐克   | 四分之一决赛胜者 | 1960年5月29日 |

1. ↑  由于西班牙拒绝前往苏联参加四分之一决赛首回合比赛而被取消资格，苏联直接晋级决赛圈。[2]

## 比赛形式
预选赛为淘汰赛制，参赛队将在主客场进行两场比赛。如果比赛结束时总比分持平，则在中立场地进行第三回合比赛以决定最终胜者。预选赛包括初赛，八分之一决赛和四分之一决赛。四分之一决赛的胜者将有资格参加本届欧洲足球锦标赛；此外，在四支晋级队伍中将会选择一队作为比赛东道主。
17支球队参加了比赛；西德、意大利、英格兰和荷兰缺席比赛。捷克斯洛伐克和爱尔兰将参加预赛。他们之间的胜者将与其余15支球队参加八分之一决赛。
事实上，八分之一决赛在预赛前即进行。欧洲足球锦标赛预选赛的首场比赛于1958年9月28日在苏联和匈牙利之间进行。预选赛首粒进球由苏联球员阿纳托利·伊林（Anatoli Ilyin）在比赛开始4分钟时打进。1958年12月3日，希腊以总比分2:8输给法国，成为第一支告别欧洲足球锦标赛的球队。

## 初赛
捷克斯洛伐克和爱尔兰被抽中进行初赛。其他15个国家轮空，直接进入八分之一决赛。

| 第一隊 | 總比數 | 第二隊       | 首回合 | 次回合 |
| ------ | ------ | ------------ | ------ | ------ |
| 愛爾蘭 | 2–4    | 捷克斯洛伐克 | 2–0    | 0–4    |

## 八分之一决赛
| 第一隊   | 總比數 | 第二隊       | 首回合 | 次回合 |
| -------- | ------ | ------------ | ------ | ------ |
| 苏联     | 4–1    | 匈牙利       | 3–1    | 1–0    |
| 法國     | 8–2    | 希腊         | 7–1    | 1–1    |
| 羅馬尼亞 | 3–2    | 土耳其       | 3–0    | 0–2    |
| 挪威     | 2–6    | 奥地利       | 0–1    | 2–5    |
| 南斯拉夫 | 3–1    | 保加利亚     | 2–0    | 1–1    |
| 东德     | 2–5    | 葡萄牙       | 0–2    | 2–3    |
| 波蘭     | 2–7    | 西班牙       | 2–4    | 0–3    |
| 丹麦     | 3–7    | 捷克斯洛伐克 | 2–2    | 1–5    |

## 四分之一决赛
| 第一隊   | 總比數   | 第二隊       | 首回合 | 次回合 |
| -------- | -------- | ------------ | ------ | ------ |
| 法國     | 9–4      | 奥地利       | 5–2    | 4–2    |
| 葡萄牙   | 3–6      | 南斯拉夫     | 2–1    | 1–5    |
| 羅馬尼亞 | 0–5      | 捷克斯洛伐克 | 0–2    | 0–3    |
| 苏联     | 自动晋级 | 西班牙       | 取消   | 取消   |